# 40 Уол Стрийт
40 Уол Стрийт е 70-етажен небостъргач намиращ се в град Ню Йорк, САЩ.
Построен е през 1930 година само 11 месеца след началото на строителството. Разположен е в северната част на Уол Стрийт, до улиците „Броайд Стрийт“ и „Уилямс Стрийт“. Първоначално е известна като „Банк ъф Манхатън Тръст Билдинг“ от които е построена. Заедно с кулата на върха ѝ е висока 282,5 метра и е най-високата сграда в света, преди да бъде изместена от лидерството от Крайслер Билдинг, същата година. Днес е позната като „Тръмп Билдинг“, след придобиването ѝ от американския милиардер Доналд Тръмп, през 1996 година
Проектирана е от архитекта Х. Крейг Севъранс с помощта на Ясуо Матсуи и консултантската фирма „Шрийв и Ламб“.
През 1946 година в небостъргача се удря самолет на Бреговата Охрана на САЩ, в непрогледна мъгла. Загиват пет души.